# Velika Žuljevica
Velika Žuljevica (cyr. Велика Жуљевица) – wieś w Bośni i Hercegowinie, w Republice Serbskiej, w gminie Novi Grad. W 2013 roku liczyła 224 mieszkańców.